# 帕多瓦圣安多尼圣殿

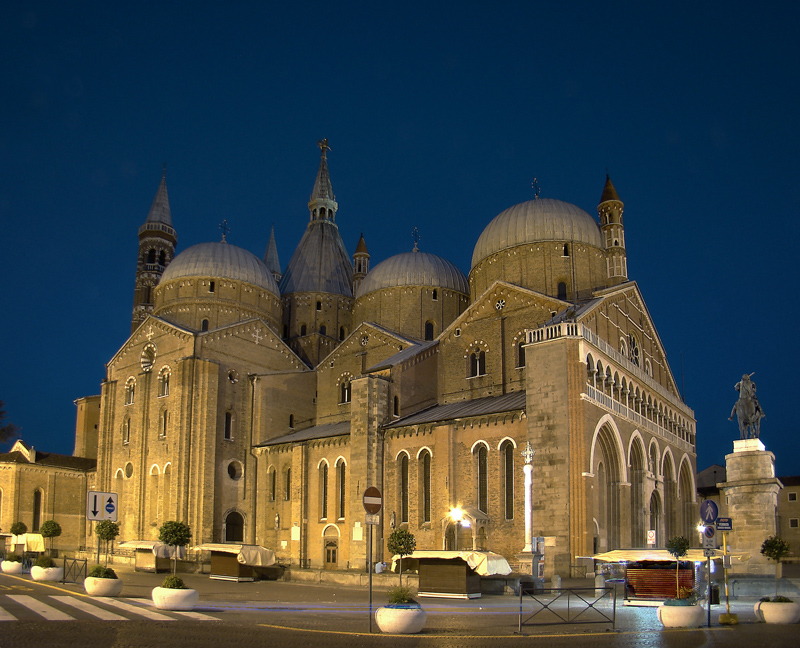
帕多瓦圣安多尼圣殿

帕多瓦圣安多尼圣殿（義大利語：Basilica Pontificia di Sant'Antonio di Padova），当地人称为“il Santo”，是一座天主教的宗座圣殿，位于意大利北部城市帕多瓦。朝圣者来自世界各地，为罗马教廷承认的8座国际朝圣堂之一。

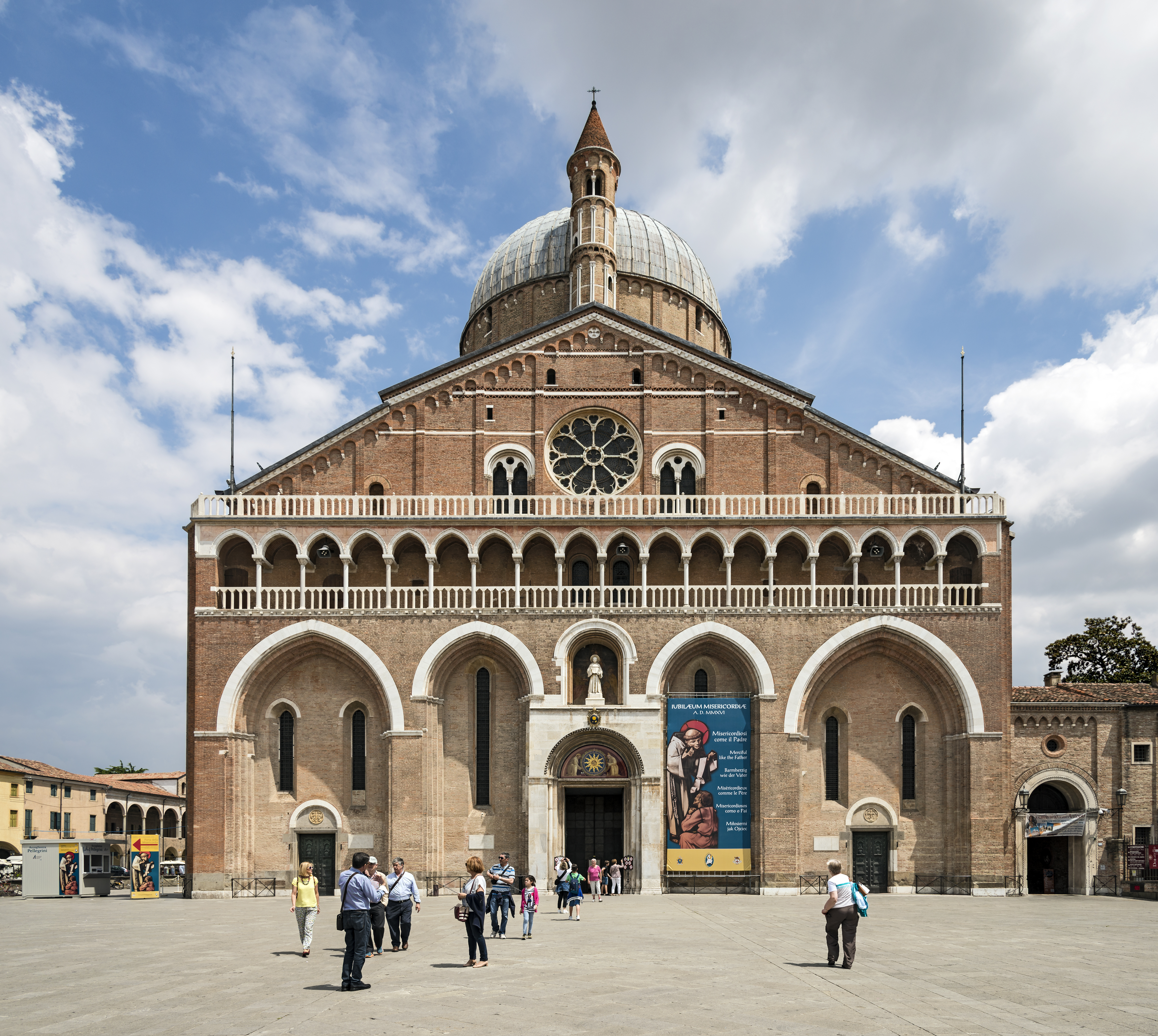
帕多瓦圣安多尼圣殿